# Убивча сила
«Убивча сила» — російський телевізійний детективний серіал за мотивами творів Андрія Кивінова. Був випущений компанією «Перший канал» як прямий конкурент «Вулиць розбитих ліхтарів». Всього з 2000 по 2005 рік вийшло 6 сезонів (57 серій).
В Україні перші шість сезонів серіалу заборонені до показу із 31 листопада 2014 року через незаконні дії актора стрічки Михайла Пореченкова.

## Сюжет
Дія починається 1999 року в Санкт-Петербурзі. У центрі сюжету оперативні співробітники районного відділу міліції та відділу розслідування вбивств главку в Санкт-Петербурзі. Перший сезон серіалу включає пов'язану єдиним сюжетом історію (9 серій). У наступних сезонах, зазвичай, кожна серія це самостійна кримінальна детективна історія.
Головні герої серіалу Ігор Плахов та Василь Рогов — співробітники міліції, їх служба пов'язана з розкриттям як побутових злочинів, так і боротьбою з організованою злочинністю. Працюючи за копійчану зарплату та ризикуючи життям, герої виконують свій обов'язок. У першому сезоні головні герої — співробітники районного відділу міліції. У відділ до Плахова та Рогова перекладають «на посилення» Анатолія Дукаліса, який в свою чергу не втрачає зв'язку зі своїми старими знайомими, героями серіалу «Вулиці розбитих ліхтарів». Починаючи з другого сезону співробітники райвідділу Плахов, Рогов та Шишкін переводяться в «главк», під безпосереднє керівництво генерала (Сан-Санич). Тут їхні шляхи розходяться з «ментами» (Дукаліс, Волков, Ларін та Соловець). Служба кидає їх в самі різні місця: (Лос-Анджелес, Чечню, Лазурний берег, ПАР) та скрізь вони демонструють високий професіоналізм, винахідливість та почуття гумору, що дозволяє з честю виходити із самих складних випробувань.
У сюжеті серіалу багато прихованої пародії, ремінісценцій та цитат з відомих фільмів і книг («Біле сонце пустелі», серіал «Коломбо», «Особливості національного полювання», твори про Шерлока Холмса та інших). У серіалі в окремих епізодах, як «запрошені зірки», зайняті відомі російські та зарубіжні актори (Кирило Лавров, Родіон Нахапетов, Андрій Краско, Андрій Толубєєв, Олексій Серебряков, Віктор Павлов, Борис Щербаков, Еммануїл Віторган, Лембіт Ульфсак, Альберт Філозов, Жерар Депардьє та інші) відомі діячі культури (Максим Леонідов, Микола Фоменко, Сергій Шолохов, Андрій Гаврилов). В одній із серій є камео: по телевізору показують цей серіал, але під назвою «Опер в засідці».

## Постійні герої серіалу

### Співробітники «Забійного відділу»
- Костянтин Хабенський — старший лейтенант міліції (з 2-о сезону — капітан міліції ) Ігор Плахов (сезон 1-6)
- Андрій Федорцов — старший лейтенант міліції  Василь Рогов (сезон 1-6)
- Євген Ганелін — майор міліції Георгій Любимов (сезон 2-6)
- Олександр Тютрюмов — підполковник міліції Сергій Аркадійович Єгоров (сезон 2-6)
- Сергій Кошонін — майор міліції  Максим Виригін (сезон 2-6)
- Євген Леонов-Гладишев — майор міліції (з 4-о сезону — підполковник міліції) Анатолій Павлович Шишкін (сезон 1-5)
- Віктор Костецький — Сан Санич, генерал-майор міліції (сезони 1-6)
- Семен Стругачев — капітан Семен Чернига, експерт-криміналіст (сезони 2-6)
- Сергій Селін — капітан міліції Анатолій Дукаліс (сезон 1)
- Віктор Соловйов — Григорій Стрельцов (сезон 2-6)
- Юрій Гальцев — Юрій, експерт-криміналіст (сезон 1-2)

### Інші герої
- Сергій Мурзін — Борис Кравченко, друг Плахова
- Віктор Бичков — Альберт Померанцев, інформатор
- Георгій Штиль — Федір Ілліч Петров, тесть Рогова
- Ольга Калмикова — теща Рогова
- Герман Орлов — Іван Федорович Ізюмов, співробітник прокуратури
- Юлія Рудіна — Олена, дівчина Плахова
- Ігор Ліфанов — бандит Анохін на прізвисько Вентилятор (знявся в 1 сезоні 1999–2000)
- Станіслав Садальський — співробітник прокуратури, головний прокурор — хабарник

## Знімальна група
- Автори сценарію: Андрій Кивінов, Олег Дудинцев
- Оператори-постановники: Юрій Шайгарданов, Олександр Корнєєв, Андрій Жигалов
- Композитор: Владислав Панченко, Ігор Матвієнко
- Художник-постановник: Володимир Банних
- Постановник трюків: Олег Коритін, Сергій Головкін

## Історія створення
Все почалося з великого успіху, який випав на долю серіалу «Менти» («Вулиці розбитих ліхтарів»). В 1997–1998 малобюджетна постановка каналу НТВ з невідомими акторами в головних ролях заслужила несподівано високий рейтинг та глядацькі симпатії. Проте 1999 року після загострення розбіжностей між керівництвом каналу НТВ і автором сценарію Андрієм Кивіновим, останній пішов до конкурентів — «Першого каналу», де запропонував ідею екранізації серіалу зі схожим сценарієм за мотивами своїх творів. Співавтором сценарію став колишній колега Андрія Піменова («Кивінов» — псевдонім Піменова) по Кіровському РУВС Ленінграда.
У пілотних серіях проекту запропонували знятися відомим акторам: Селіну, Нілову, Трухіну та Половцеву. Проте потім ініціатива повністю переходила до нових героїв Хабенського та Федорцова. Прем'єра серіалу відбулася 13 березня 2000 на каналі ОРТ. У прем'єрний рік в ефірній сітці склалася цікава ситуація. Два популярних серіали, «Менти» та «Убивча сила», йшли в один і той же час на двох конкуруючих каналах НТВ та ОРТ з одними і тими ж головними героями. Причому, за оцінками фахівців агентства «TNS Gallup Media», рейтинг прем'єрних серій «Убивчої сили» був вищий..

## Критика
Серіал отримав суперечливі оцінки. З одного боку критики відзначали професійну режисерську та операторську роботу, опуклість персонажів, гумор, нестандартність сценарних рішень. Але не можна було не помітити вторинність серіалу як клона серіалу «Вулиці розбитих ліхтарів». Образ героїв, «ментів» з сусіднього районного відділення дещо потьмянів та втратив оригінальність..
Незважаючи на очевидне запозичення, «Убивча сила» за задумом творців не є продовженням або відгалуженням (спін-офф) «Вулиць розбитих ліхтарів». Серіал має інший задум. Історії носять більш пригодницький характер, детективні ситуації набагато різноманітніші: герої впроваджуються в організоване злочинне угруповання, що виходить на верхівку влади. Деякі серії мають явно політичний акцент (операція в Чечні). Ширша географія серіалу. Набагато голосніші імена запрошених зірок..
Експлуатуючи ідеї своїх попередників, творці додали головним героям кілька абсурдних рис, що не відповідають уявленню про борців з організованою злочинністю та суперменів в погонах. Плахов та Рогов — це герої з повним комплектом недоліків, які не особливо успішні в кар'єрі та особистому житті.

У «Ментах» добряк Толян Дукаліс стартував як герой другого плану, […] Вийшовши в «убивчому» варіанті у ролі головного героя, майже героя-коханця, він не лише здає пальму першості за частиною невдатності та смішливості новоявленому убоженьці Васі Рогову, такому собі ментівському Чонкіну, але і все далі в новоявленому геройстві йде від колишньої дукалісовської суті.
У продюсерів «убивчої сили» був точний розрахунок в тій частині, що нинішні «Менти» далеко пішли від тих, якими були в перших серіях та якими їх полюбили. Пішла та вулична впізнаваність, яка і створила феномен «Ментів», як колись феномен «Погляду» створила вулична впізнаваність молодих ведучих, які настільки вибивалися із звичного на той момент типажу телезірок-небожителів.

Костянтин Хабенський в інтерв'ю стримано негативно відгукувався про свою роботу в серіалі.

—  І як ви себе оцінюєте в "убивчій силі»?

 —   По-людськи  — нормально. А з професійної точки зору  — ні.

## Цікаві факти
- Про особисте життя Васі Рогова відомо, що у нього є дружина Олена та син Мишко. Але ні дружина, ні син у фільмі так і не з'являються. В одній із серій Рогов привозить синові з Москви м'яку іграшку, наповнену алмазами: у цій сцені глядач чує лише голос дитини, який так і залишився за кадром. Однак творці серіалу таки дають натяк на дружину Рогова в серії, в якій в театрі Рогов, його тесть та Чернига беруть участь у новорічній постановці. У цій серії Василь тричі говорить Снігуроньці (яку відіграє Зоя Буряк), що вона дуже схожа на його дружину. Причому в останній раз наприкінці серії, як би роблячи акцент на це.
Таке сюжетне рішення — явна паралель з американським детективним серіалом «Мене звуть Коломбо», оскільки його головний герой — лейтенант поліції Лос-Анджелеса Коломбо — теж дуже часто розповідає про свою дружину, навіть говорить з нею по телефону, але ні в одній серії місіс Коломбо не з'являється в кадрі. Не випадково ж Коломбо — кумир Васі Рогова.
- Роль мафіозного чиновника Аркадія Боголєпова для Миколи Лаврова стала останньою, так як він незабаром помер від обширного інфаркту.
- У серії «Оперативне втручання» герой Костянтина Хабенського — Ігор Плахов — в епізоді, коли його садять за «незаконне провезення зброї», називає телефон свого адвоката — 2-12-85-06. Цей номер запозичений з однойменної пісні Бориса Гребенщикова, пізніше він з'явився в кліпі Костянтина Кінчева «Траса Е-95» (співак набирає його на таксофоні). Крім того, цей же номер звучить у дев'ятій серії («Китайський квартал») третього сезону серіалу.

## Премії
- Премія «ТЕФІ-2000» в номінації «ігровий телесеріал»
- Найкращий серіал на кінофестивалі «Віват, кіно Росії!»-2002

## Пісні та музика
Для рекламної кампанії фільму був записаний відеокліп «Опери′» у виконанні групи «Любе»..
- «Опери» — музика Ігоря Матвієнко, слова А. Шаганова і П. Синявського, виконання групи «Любе»
- «Поклич мене» — музика Ігоря Матвієнка, слова В. Пеленягре
- «Убивча сила» (основна тема) — музика Ігоря Матвієнка.

## Заборона показу та поширення в Україні
В кінці листопада 2014 року актор фільму Михайло Пореченков здійснив незаконну поїздку в непідконтрольний Україні Донецьк, де разом з терористами ДНР стріляв ймовірно по позиціях українських військових у Донецькому аеропорту. Служба безпеки України також запідозрила актора у розстрілах мирних мешканців Донецька. Після розголосу цих подій зчинився скандал. Активісти кампанії «Бойкот російського кіно» вимагали заборонити в Україні фільми за участю Михайла Пореченкова. 31 листопада 2014 року Державне агентство України з питань кіно за поданням Міністерства культури України та Служби безпеки України скасовує дозволи на розповсюдження та показ 69-ти фільмів і телесеріалів за участю Михайла Пореченкова, серед яких і 1—6 сезони серіалу «Убивча сила».

## Деталі DVD релізу
- Формат: DVD (PAL) (Keep case)
- Дистриб'ютор: ОРТ-Відео
- Регіональний код: 5
- Звукові доріжки: Російський Dolby Digital 2.0
- Формат зображення: Standart 4:3 (1,33:1).[17]